# Максі Паркс
Максвелл Ландер Паркс (англ. Maxwell Lander Parks; нар. 9 липня 1951) — американський легкоатлет, який спеціалізувався в бігу на короткі дистанції.

## Життєпис
Олімпійський чемпіон в естафеті 4×400 метрів (1976).
Олімпійський фіналіст (5-е місце) у бігу на 400 метрів (1976).
Переможець Олімпійських відбіркових змагань США (1976).
Чемпіон США у бігу на 400 метрів (1976, 1978).
По завершенні змагальної кар'єри працював тренером.

## Основні міжнародні виступи
| Рік  | Змагання         | Місто       | Місце | Дисципліна | Примітки         |
| ---- | ---------------- | ----------- | ----- | ---------- | ---------------- |
| 1976 | Олімпійські ігри | Монреаль    | 5     | 400 м      | Відео на YouTube |
| 1976 | 1                | 4×400 м     |       |            |                  |
| 1977 | Кубок світу      | Дюссельдорф | DNF   | 4×400 м    |                  |